# SNRPE
SNRPE (англ. Small nuclear ribonucleoprotein polypeptide E) – білок, який кодується однойменним геном, розташованим у людей на короткому плечі 1-ї хромосоми.  Довжина поліпептидного ланцюга білка становить 92 амінокислот, а молекулярна маса — 10 804.
| 10         |  | 20         |  | 30         |  | 40         |  | 50         |
| ---------- |  | ---------- |  | ---------- |  | ---------- |  | ---------- |
| MAYRGQGQKV |  | QKVMVQPINL |  | IFRYLQNRSR |  | IQVWLYEQVN |  | MRIEGCIIGF |
| DEYMNLVLDD |  | AEEIHSKTKS |  | RKQLGRIMLK |  | GDNITLLQSV |  | SN         |

A: Аланін

C: Цистеїн

D: Аспарагінова кислота

E: Глутамінова кислота

F: Фенілаланін

G: Гліцин

H: Гістидин

I: Ізолейцин

K: Лізин

L: Лейцин

M: Метіонін

N: Аспарагін

P: Пролін

Q: Глутамін

R: Аргінін

S: Серин

T: Треонін

V: Валін

W: Триптофан

Кодований геном білок за функцією належить до рибонуклеопротеїнів. 
Задіяний у таких біологічних процесах як процесінг мРНК, сплайсінг мРНК. 
Білок має сайт для зв'язування з РНК. 
Локалізований у цитоплазмі, ядрі.